# 科利斯尼基夫卡 (庫里利夫卡市鎮)
49°33′40″N 37°43′5″E / 49.56111°N 37.71806°E
科利斯尼基夫卡（烏克蘭語：Колісниківка）是位於烏克蘭東部的村莊，由哈爾科夫州庫皮揚斯克區的庫里利夫卡市鎮負責管轄。該村始建於1420年，面積1.1平方公里，海拔高度85米，2023年人口0，人口密度每平方公里432.7人。